# Warkallen (Kreis Goldap)
Warkallen (1938 bis 1946: Wartenstein (Ostpr.), litauisch Varkaliai) war ein Ort in Ostpreußen. Seine verwaiste Ortsstelle liegt heute in der russischen Oblast Kaliningrad (Gebiet Königsberg (Preußen)) im Bereich der jetzigen Tschistoprudnenskoje selskoje posselenije (Landgemeinde Tschistyje Prudy (Tollmingkehmen, 1938 bis 1946 Tollmingen)) im Rajon Nesterow (Kreis Stallupönen, 1939 bis 1945 Kreis Ebenrode).

## Geographische Lage
Warkallen lag am  Nordwestrand der Rominter Heide (russisch: Krasny Les), neun Kilometer nördlich der heute zu Polen gehörenden Kreisstadt Goldap (polnisch: Gołdap). Durch den Ort führte die damalige deutsche Reichsstraße 132, auf deren Trasse heute die russische Regionalstraße 27A-011 von Gussew (Gumbinnen) bis zur nur noch vier Kilometer entfernten russisch-polnischen Staatsgrenze und dann weiter als polnische Landesstraße DK 65 verläuft. Bis zur nächsten Bahnstation in Rominten (1938 bis 1946: Hardteck, heute russisch: Krasnolessje) waren es nur drei Kilometer. Hier trafen sich die Bahnstrecken von Gumbinnen (russisch: Gussew) nach Goldap und von Goldap nach Stallupönen (1938 bis 1946: Ebenrode, russisch: Nesterow).

## Geschichte
Das spätere Warkallen erfuhr seine Gründung bereits vor 1539. Das kleine Dorf wurde 1874 in den neu errichteten Amtsbezirk Rominten eingegliedert, der – im Jahre 1939 in „Amtsbezirk Hardteck“ umbenannt – bis 1945 zum Kreis Goldap im Regierungsbezirk Gumbinnen der preußischen Provinz Ostpreußen gehörte.
Warkallen war Schulort. Zur Landgemeinde gehörte die kleine Ortschaft Bromberg (nicht mehr existent).
Im Jahre 1910 waren in Warkallen 127 Einwohner gemeldet. Ihre Zahl verringerte sich bis 1933 auf 107 und belief sich 1939 auf 117. Am 3. Juni – offiziell bestätigt am 16. Juli – des Jahres 1938 wurde Warkallen aus politisch-ideologischen Gründen zur Vermeidung nicht deutsch klingender Ortsnamen in „Wartenstein (Ostpr.)“ umbenannt.
In Kriegsfolge und im Zusammenhang von Flucht und Vertreibung der einheimischen Bevölkerung kam der Ort 1945 mit dem nördlichen Ostpreußen zur Sowjetunion. Allerdings fand keine Besiedlung mehr statt, und eine russische Ortsbezeichnung ist nicht bekannt. Das Dorf gilt als erloschen.

## Kirche
Die Bevölkerung Warkallens resp. Wartensteins war vor 1945 fast ausnahmslos evangelischer Konfession. Das Dorf gehörte zum Kirchspiel der Kirche Rominten (Hartdeck) im Kirchenkreis Goldap innerhalb der Kirchenprovinz Ostpreußen der Kirche der Altpreußischen Union. Durch dieses Kirchspielgebiet verläuft heute die russisch-polnische Staatsgrenze.